# 각인
각인(刻印,imprinting)은 동물이 본능적으로 가지는 학습 양식의 하나이다. 태어난 지 얼마 안 되는 한정된 시기나  또는 유전적인 발현기에 상호반응적인 환경 또는 자극으로 습득하여 영속성을 가지게 되는 행동을 이른다.

## 콘라트 로렌츠
콘라트 로렌츠는 태어난 어린 오리의 발달초기에 특정 자극에 노출시킴으로써 그 특정 자극과의 연관성을 획득하게 되는 각인의 학습능력을 연구한바있다. 한번 각인되면 돌이켜 되돌릴수없다.

## 멸종위기종의 새들
| |
| 초경량 항공기를 어미새로 각인된 어린 철새들에게 비행경로인 사회학습(social learning)을 시켜주는 모습 (거위 및 두루미) |

멸종위기에 처한 새들을 실험실에서 부화시켜 어미새나 어른새들이 학습시켜주어야할 철새 비행경로를 학습시킬 수 있다.

## 같이 보기
- 습관화